# Federació Internacional de Dones Universitàries
La Federació Internacional de Dones Universitàries (International Federation of University Women, IFUW en anglès) és una organització internacional per a dones amb un títol universitari. Va ser fundada després de la Primera Guerra Mundial per estudiants i treballadores universitàries britàniques i estatunidenques, amb l'objectiu de contribuir a establir relacions entre dones de diferents nacionalitats i a millorar l'educació general de les dones. L'organització descriu la seva missió de la següent manera: ser una de les promotores de "l'educació a llarg termini per a dones i nenes" a través de "la cooperació internacional, l'amistat, la pau i el respecte dels drets humans per a tothom, sense distinció de gènere, edat, raça, nacionalitat, religió, opinions polítiques, orientació sexual i de gènere o qualsevol altre aspecte" i "advocar per l'avanç de la situació social de dones i nenes".

## Història
A les acaballes de la Primera Guerra Mundial, la degana Virgínia Gildersleeve del Barnard College, Caroline Spurgeon, professora de la Universitat de Londres i Rose Sidgwick de la University of Birmingham van crear la federació per ajudar a prevenir una altra catàstrofe com la recent guerra europea. Aquestes dones creien que si podien unir-se a dones universitàries de tot el món, el foment de l'amistat i la comprensió conduiria a fomentar la pau. L'11 de juliol de 1919, va ser fundada a Londres l'IFUW, amb membres fundadores de tres països: Canadà, Gran Bretanya i els Estats Units. A més de promoure la pau, l'avenç de les carreres per a dones a la universitat va ser un objectiu important per a l'organització. L'IFUW va crear beques i va promoure la fundació de clubs de dones on les dones podien romandre durant les estades de recerca a l'estranger. L'IFUW es va canviar el nom a Graduate Women International (Internacional de Dones Graduades) l'abril del 2015.

## IFUW en l'actualitat
L'IFUW té la seu a Ginebra, Suïssa, i advoca pels drets de les dones, la igualtat i el seu empoderament a través de l'accés a l'educació secundària i superior, per a aconseguir els més alts nivells. El treball de l'organització se centra a l'educació secundària i terciària, l'educació contínua i l'educació no formal per a l'empoderament de les dones.
L'IFUW té 61 filials nacionals. L'organització manté un estatut consultiu amb l'Organització de les Nacions Unides i amb l'ECOSOC i és una de les ONGs que manté relacions oficials amb la UNESCO. Participa activament en la Comissió de les Nacions Unides sobre la Condició Jurídica i Social de la Dona (Commission on the Status of Women, abreujadament CSW), i és, a més a més, membre fundador de la Convenció sobre l'eliminació de totes les formes de discriminació contra la dona (CEDAW). El CEDAW és el tractat internacional més important sobre els drets humans de les dones. Demana als Estats d'eliminar qualsevol forma de discriminació per gènere i estableix l'agenda per aconseguir la total igualtat entre dones i homes.